# نيك فيلاند
نيك فيلاند (بالإنجليزية: Nick Wieland)‏ هو لاعب كرة قدم أمريكية أمريكي، ولد في 1988.